# Bratislav Živković
Bratislav Živković (Leskovac, 28 novembre 1970) è un allenatore di calcio ed ex calciatore serbo.

## Carriera

### Giocatore

#### Club
Debutta da professionista nel 1992 nel Vojvodina Novi Sad, ma dopo una sola stagione viene ingaggiato dalla Stella Rossa di Belgrado, con cui vince un campionato della RF di Jugoslavia (1994-1995) e tre Coppe di Jugoslavia (1995, 1996, 1997).
Nell'estate del 1998 si trasferisce in Italia, alla Sampdoria, dove rimane per sei stagioni (due in Serie A, e quattro in Serie B), scendendo in campo in 106 occasioni (13 in Serie A), mettendo a segno 5 gol (tutti in B), tra cui uno nel derby del 19 aprile 2003 terminato per 2-0 per i blucerchiati e contribuendo al ritorno in massima serie nella stagione 2002-2003.
Nel 2004 torna in patria firmando per l'Obilić, con cui conclude la carriera da calciatore dopo un anno in cui ha disputato solo 4 partite.

#### Nazionale
Ha disputato 6 partite con la sua nazionale tra il 1996 e il 1998.

### Dopo il ritiro
All'inizio della stagione 2004-2005, rientra in Serbia, nelle file dell'Obilic Belgrado, disputando 4 partite prima di ritirarsi.
Nel luglio del 2007 viene nominato nuovo Presidente dell'FK Dubočica Leskovac.
Nella stagione 2008-2009 è allenatore in seconda e team manager della Stella Rossa Belgrado.

## Statistiche

### Cronologia presenze e reti in nazionale
| Cronologia completa delle presenze e delle reti in nazionale ― Jugoslavia | Cronologia completa delle presenze e delle reti in nazionale ― Jugoslavia | Cronologia completa delle presenze e delle reti in nazionale ― Jugoslavia | Cronologia completa delle presenze e delle reti in nazionale ― Jugoslavia | Cronologia completa delle presenze e delle reti in nazionale ― Jugoslavia | Cronologia completa delle presenze e delle reti in nazionale ― Jugoslavia | Cronologia completa delle presenze e delle reti in nazionale ― Jugoslavia | Cronologia completa delle presenze e delle reti in nazionale ― Jugoslavia |
| Data                                                                      | Città                                                                     | In casa                                                                   | Risultato                                                                 | Ospiti                                                                    | Competizione                                                              | Reti                                                                      | Note                                                                      |
| ------------------------------------------------------------------------- | ------------------------------------------------------------------------- | ------------------------------------------------------------------------- | ------------------------------------------------------------------------- | ------------------------------------------------------------------------- | ------------------------------------------------------------------------- | ------------------------------------------------------------------------- | ------------------------------------------------------------------------- |
| 23-5-1996                                                                 | Shizuoka                                                                  | Messico                                                                   | 0 – 0                                                                     | Jugoslavia                                                                | Amichevole                                                                | -                                                                         | 46’                                                                       |
| 10-11-1996                                                                | Belgrado                                                                  | Jugoslavia                                                                | 1 – 0                                                                     | Rep. Ceca                                                                 | Qual. Mondiali 1998                                                       | -                                                                         | 46’                                                                       |
| 28-12-1996                                                                | Mar del Plata                                                             | Argentina                                                                 | 2 – 3                                                                     | Jugoslavia                                                                | Amichevole                                                                | -                                                                         | 46’                                                                       |
| 7-2-1997                                                                  | Hong Kong                                                                 | Russia                                                                    | 1 – 1 dts (5 – 4 dtr)                                                     | Jugoslavia                                                                | Lunar New Year Cup 1997 - Semifinale                                      | -                                                                         |                                                                           |
| 10-2-1997                                                                 | Hong Kong                                                                 | Hong Kong League XI                                                       | 1 – 3                                                                     | Jugoslavia                                                                | Lunar New Year Cup 1997 - Finale 3º posto                                 | -                                                                         | 67’                                                                       |
| 24-2-1998                                                                 | Mar del Plata                                                             | Argentina                                                                 | 3 – 1                                                                     | Jugoslavia                                                                | Amichevole                                                                | -                                                                         |                                                                           |
| Totale                                                                    |                                                                           | Presenze                                                                  | 6                                                                         |                                                                           | Reti                                                                      | 0                                                                         |                                                                           |

## Palmarès
- Campionati della RF di Jugoslavia: 1

1994-1995
- Coppe di Jugoslavia: 3

1995, 1996, 1997